# Neivamyrmex emeryi
Neivamyrmex emeryi é uma espécie de formiga do gênero Neivamyrmex.